# Liste der Biografien/Caro
Liste der Biografien |
Portal Biografien |
Personensuche
# |
A |
B |
C |
D |
E |
F |
G |
H |
I |
J |
K |
L |
M |
N |
O |
P |
Q |
R |
S |
T |
U |
V |
W |
X |
Y |
Z |
?
 
Ca |
Cb |
Cc |
Ce |
Ch |
Ci |
Cj |
Ck |
Cl |
Cm |
Cn |
Co |
Cr |
Cs |
Ct |
Cu |
Cv |
Cw |
Cy |
Cz
 
Caa–Cag |
Cah |
Cai |
Caj |
Cak |
Cal |
Cam |
Can |
Cao–Cap |
Caq |
Car |
Cas |
Cat–Caz
 
Cara |
Carb |
Carc |
Card |
Care |
Carf |
Carg |
Carh |
Cari |
Carj |
Cark |
Carl |
Carm |
Carn |
Caro |
Carp |
Carq |
Carr |
Cars |
Cart |
Caru |
Carv |
Carw |
Cary |
Carz
Die Liste der Biografien führt alle Personen auf, die in der deutschsprachigen Wikipedia einen Artikel haben. Dieses ist eine Teilliste mit 198 Einträgen von Personen, deren Namen mit den Buchstaben „Caro“ beginnt.

## Caro
- Caro (* 1958), deutsche Sängerin
- Caro Baroja, Julio (1914–1995), spanischer Historiker und Ethnologe
- Caro Borda, Daniel (* 1939), kolumbianischer Geistlicher und emeritierter römisch-katholischer Bischof von Soacha
- Caro Cordero, Cristián (* 1943), chilenischer Geistlicher und emeritierter römisch-katholischer Erzbischof von Puerto Montt
- Caro de Boesi, José Antonio (1758–1814), venezolanischer Komponist
- Caro de Mallén, Ana († 1646), spanische Dichterin und Dramatikerin
- Caro Quintero, Rafael (* 1952), mexikanischer DrogenhändlerRafael Caro Quintero (* 1952)

Rafael Caro Quintero (* 1952)

- Caro Rodríguez, José María (1866–1958), chilenischer Geistlicher, Erzbischof von Santiago de Chile, Kardinal der römisch-katholischen Kirche
- Caro Sureda, Maria Pascuala (1768–1827), spanische Mathematikerin und Priorin
- Caro y del Arroyo, Alonso (1880–1957), spanischer Diplomat
- Caró, Alexandra (* 1985), österreichische Sängerin und Songwriterin
- Caro, Annibale (1507–1566), italienischer Dichter
- Caro, Anthony (1924–2013), britischer Bildhauer
- Caro, Carl (1850–1884), deutscher Lyriker und Bühnendichter
- Caro, Cathia (* 1943), französische Schauspielerin
- Caro, Elme-Marie (1826–1887), französischer Philosoph, Hochschulprofessor und Mitglied der Académie française
- Caro, Francisco De (1898–1976), argentinischer Tangopianist und -komponist
- Caro, Georg von (1849–1913), deutscher Montan-Unternehmer
- Caro, Heinrich (1834–1910), deutscher Chemiker
- Caro, Herbert (1906–1991), deutscher Rechtsanwalt, Übersetzer und Tischtennisspieler
- Caro, Horatio (1862–1920), englischer Schachspieler
- Caro, Isabelle (1980–2010), französisches Model
- Caro, Isidor (1877–1943), deutscher Rabbiner der jüdischen Gemeinde Köln
- Caro, Jacob (1835–1904), deutscher Historiker
- Caro, Julio De (1899–1980), argentinischer Tango-Musiker und -Komponist
- Caro, Jürgen (* 1951), deutscher Chemiker
- Caro, Klara (1886–1979), deutsche Frauenrechtlerin und Sozialarbeiterin
- Caro, Kurt (1905–1979), deutscher Publizist
- Caro, Manuel Antonio (1835–1903), chilenischer Maler
- Caro, Marc (* 1956), französischer Künstler und FilmregisseurMarc Caro (* 1956)

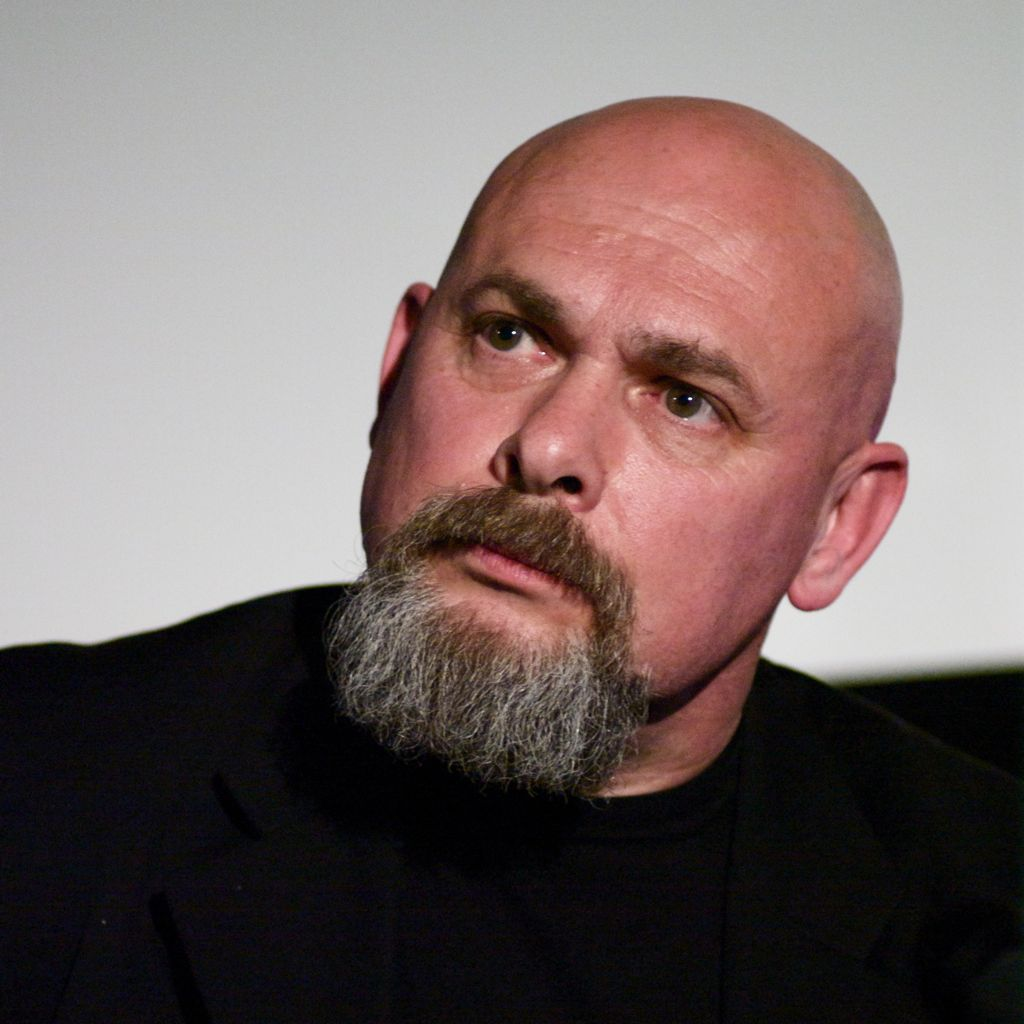
Marc Caro (* 1956)

- Caro, María José (* 1985), peruanische Schriftstellerin
- Caro, Miguel Antonio (1843–1909), kolumbianischer Präsident (1894–1898)
- Caro, Mike (* 1944), US-amerikanischer Pokerspieler und Autor von Pokerbüchern
- Caro, Niki (* 1967), neuseeländische Filmregisseurin und Drehbuchautorin
- Caro, Nikodem (1871–1935), deutscher Chemiker und Unternehmer
- Caro, Nydia (* 1948), puerto-ricanische Schauspielerin und Sängerin
- Caro, Oscar (1852–1931), deutscher Industrieller
- Caro, Robert A. (* 1935), US-amerikanischer Autor und JournalistRobert A. Caro (* 1935)

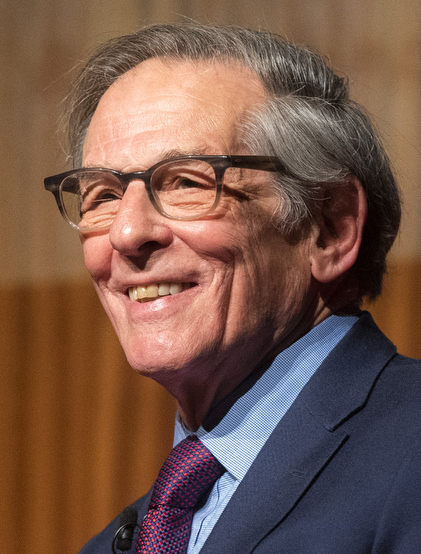
Robert A. Caro (* 1935)

- Caro, Robert Emil (1885–1974), deutscher Metallindustrieller
- Caro, Walter (* 1899), deutscher Widerstandskämpfer gegen den Nationalsozialismus
- Caro, Walter (1909–1988), deutscher Chemiker und Nachrichtendienstmitarbeiter
- Caro-Delvaille, Henry (1876–1928), französischer Porträt- und Genremaler

### Carob
- Carobbio Guscetti, Marina (* 1966), Schweizer Politikerin (SP)
- Carobbio, Werner (1936–2023), Schweizer Politiker (PSU, SP)

### Caroc
- Caroc, Alexander (1643–1711), deutscher Jurist und Landsyndikus in Schwedisch-Pommern
- Caroc, Georg Adolf (* 1679), deutscher Jurist und Landsyndikus von Schwedisch-Pommern
- Caroca, Rafael (* 1989), chilenischer Fußballspieler
- Carocci, Luna (* 1988), italienische Volleyballspielerin
- Carochi, Horacio, florentinischer Jesuitenpater und Sprachwissenschaftler

### Carod
- Carod, Titouan (* 1994), französischer Mountainbiker

### Caroe
- Carøe, Michael (* 1960), dänischer Schauspieler, Drehbuchautor, Moderator und Synchronsprecher
- Caroe, Olaf (1892–1981), britischer Verwaltungsbeamter in Britisch-Indien und Autor
- Caröe, W. D. (1857–1938), britischer Architekt

### Carof
- Caroff, Joseph (1921–2025), US-amerikanischer Grafikdesigner
- Carofiglio, Gianrico (* 1961), italienischer Jurist, Politiker und Schriftsteller

### Caroi
- Caroit, Philippe (* 1959), französischer Schauspieler

### Carol
- Carol II. (1893–1953), König von RumänienCarol II. (1893–1953)
- Carol, James (* 1969), britischer Autor

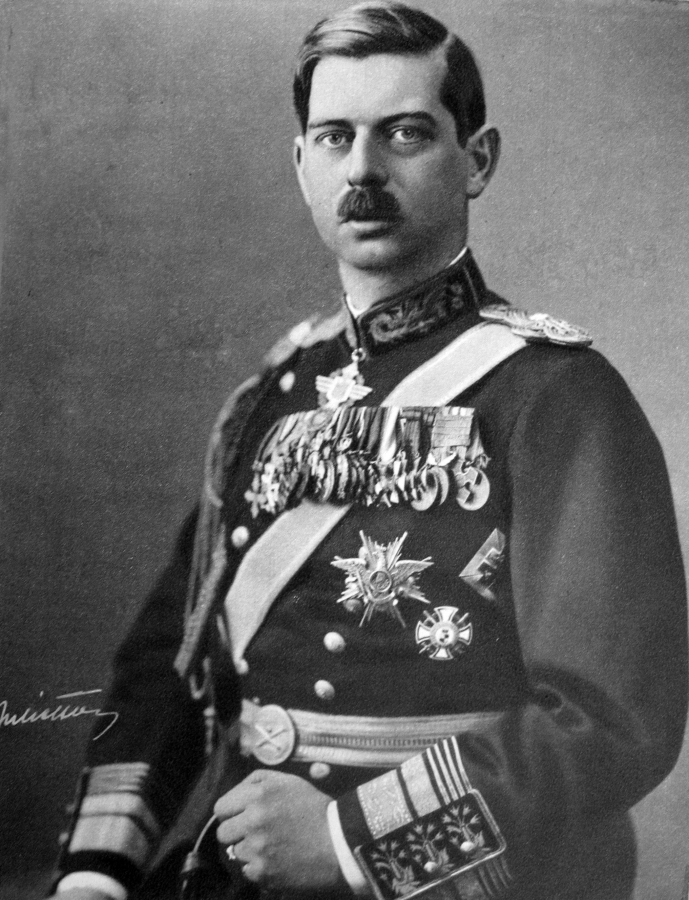
Carol II. (1893–1953)

- Carol, Jean, US-amerikanische Schauspielerin
- Carol, Martine (1920–1967), französische Schauspielerin
- Carol, René (1920–1978), deutscher Schlagersänger, Schauspieler und Entertainer
- Carol, Sue (1906–1982), US-amerikanische Schauspielerin und Talentagentin
- Carola, fränkische Hofdame, Ehefrau des venezianischen Dogen Obelierius
- Carola von Wasa-Holstein-Gottorp (1833–1907), deutsche Adlige, Königin von SachsenCarola von Wasa-Holstein-Gottorp (1833–1907)

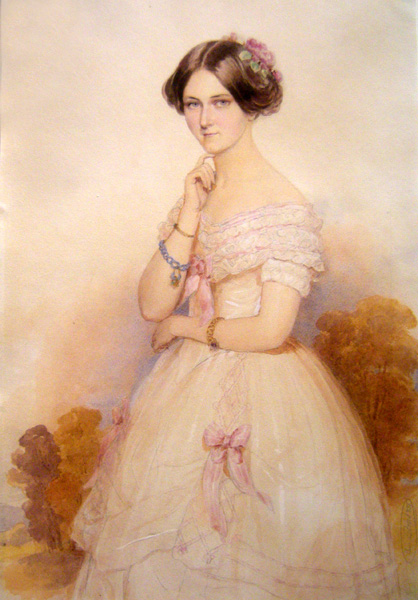
Carola von Wasa-Holstein-Gottorp (1833–1907)

- Carola, Edith (1908–1970), Schweizer Tänzerin, Kabarettistin und Schauspielerin
- Carola, Joseph (* 1962), US-amerikanischer Ordensgeistlicher, Theologe und Hochschullehrer
- Carola, Marco (* 1975), italienischer DJ, Produzent und Remixer
- Carolath-Beuthen, Adelheid von (1797–1849), deutsche Autorin, Briefschreiberin und Landschaftsmalerin
- Carolath-Beuthen, Elisabeth zu (1839–1914), Lebensgefährtin von Herbert von Bismarck
- Carolath-Beuthen, Hans Carl zu (1689–1763), freier Standesherr in Schlesien
- Carolath-Beuthen, Heinrich zu (1783–1864), preußischer Standesherr und General der Kavallerie
- Carolath-Beuthen, Johann Carl Friedrich zu (1716–1791), Fürst, Standesherr und preußischer General
- Carolath-Beuthen, Karl zu (1845–1912), freier Standesherr und Politiker
- Caroldo, Gian Giacomo († 1539), venezianischer Diplomat und Chronist
- Carole, Lionel (* 1991), französischer Fußballspieler
- Caroli, Francesco (1922–2004), italienischer Artist und Clown
- Caroli, Guido (1927–2021), italienischer Eisschnellläufer
- Caroli, Jacques (1902–1979), französischer Gastroenterologe
- Caroli, Mario (* 1974), italienischer Flötist
- Caroli, Nikolaus († 1483), Franziskaner
- Caroli, Pierre, französischer Hochschullehrer, Pfarrer und Reformator
- Caroli, Rolf (1933–2007), deutscher Boxer
- Caroli, Theodor (1660–1690), württembergischer Arzt, Stadtarzt in Urach und Mitglied der Gelehrtenakademie „Leopoldina“
- Caroli, Walter (* 1942), deutscher Politiker (SPD), MdL
- Caroli, Wilhelm (1895–1942), deutscher katholischer Priester, Opfer des NS-Regimes
- Carolides, Georg (1569–1612), tschechischer Humanist und Dichter
- Carolin, Ferdinand Eduard (1849–1897), Hamburger Kürschner, MdHB
- Carolin, Heinz (1911–1995), deutscher Fußballspieler und -trainer
- Carolin, Nina (* 1993), deutsche Schauspielerin
- Carolina la O (* 1979), kolumbianische Sängerin und Schauspielerin
- Carolina, Paula (* 1999), deutsche SängerinPaula Carolina (* 1999)

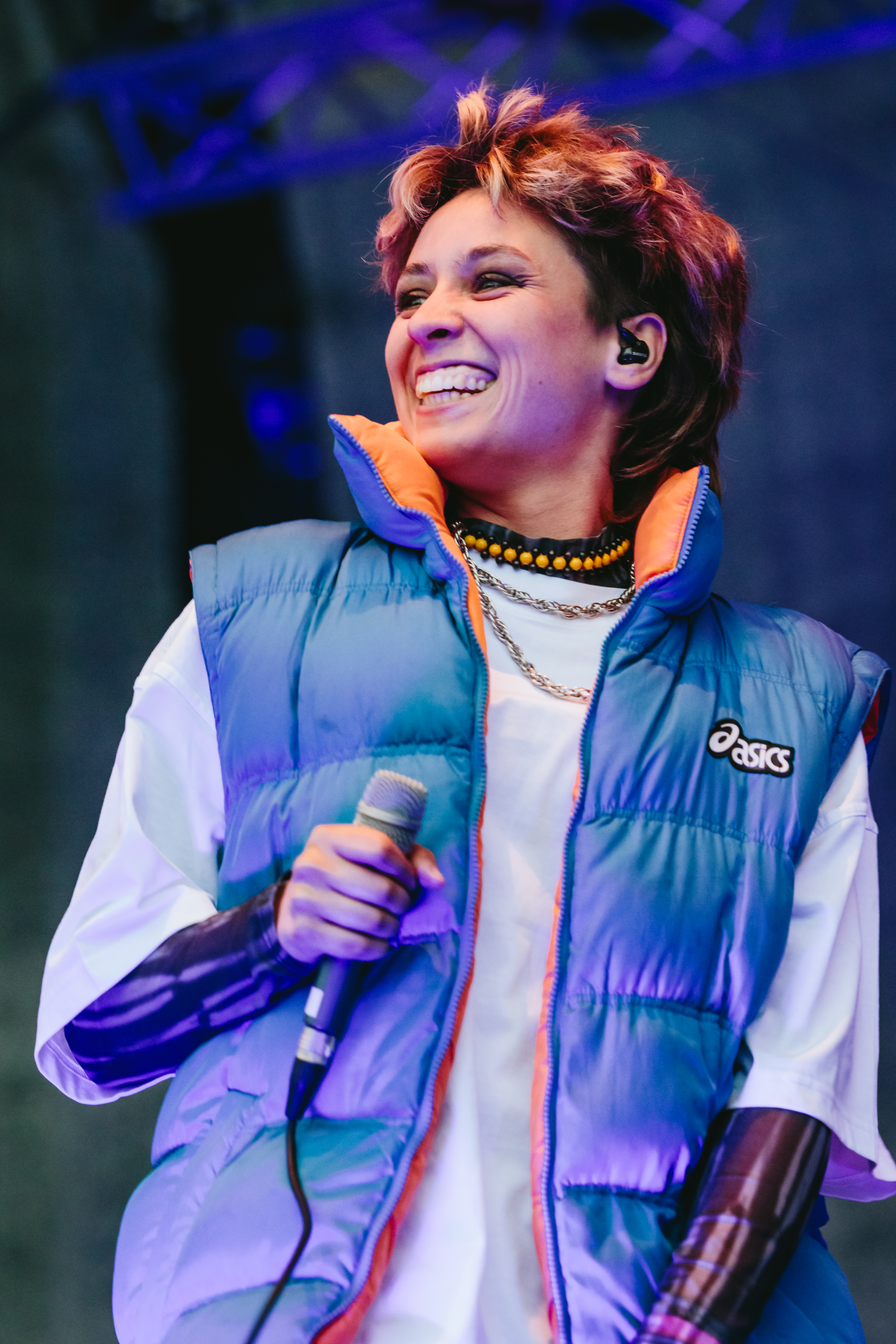
Paula Carolina (* 1999)

- Caroline Amalie von Schleswig-Holstein-Sonderburg-Augustenburg (1796–1881), zweite Frau des Königs Christian VIII. von Dänemark
- Caroline Louise von Sachsen-Weimar-Eisenach (1786–1816), Erbgroßherzogin von Mecklenburg in Mecklenburg-Schwerin
- Caroline Mathilde (1751–1775), Königin von Dänemark (1767–1772)
- Caroline Mathilde von Dänemark (1912–1995), dänische Adelige, Tochter des dänischen Prinzen Harald von Dänemark
- Caroline Reuß zu Greiz (1884–1905), Großherzogin von Sachsen-Weimar-Eisenach
- Caroline Ulrike Amalie von Sachsen-Coburg-Saalfeld (1753–1829), Prinzessin von Sachsen-Coburg-Saalfeld und Stiftsdame im Reichsstift von Gandersheim
- Caroline von Bourbon-Parma (1770–1804), Prinzessin von Bourbon-Parma
- Caroline von Brandenburg-Ansbach (1683–1737), Prinzessin von Brandenburg-Ansbach, durch Heirat Königsgemahlin von Großbritannien
- Caroline von Braunschweig-Wolfenbüttel (1768–1821), durch Heirat Königin von Großbritannien, Irland und Hannover
- Caroline von Dänemark (1793–1881), Erbprinzessin von Dänemark
- Caroline von Erbach-Fürstenau (1700–1758), Herzogin und Regentin von Sachsen-Hildburghausen
- Caroline von Großbritannien, Irland und Hannover (1713–1757), britische Prinzessin
- Caroline von Hannover (* 1957), monegassische Adelige, Tochter von Fürst Rainier III von Monaco und Fürstin Gracia PatriciaCaroline von Hannover (* 1957)

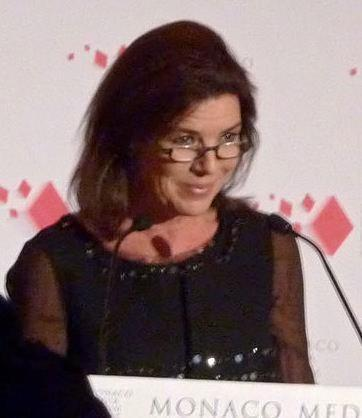
Caroline von Hannover (* 1957)

- Caroline von Hessen-Kassel (1799–1854), Prinzessin von Hessen-Kassel
- Caroline von Hessen-Philippsthal (1793–1869), durch Heirat paragierte Landgräfin von Hessen-Philippsthal
- Caroline von Hessen-Rotenburg (1714–1741), durch Heirat Herzogin von Bourbon
- Caroline zu Mecklenburg (1821–1876), Angehörige des großherzoglichen Hauses von Mecklenburg-Strelitz, durch Heirat Kronprinzessin von Dänemark (1841–1846)
- Caroline, Jamie (* 1999), britischer Automobilrennfahrer
- Carolissen, Cameron (* 1996), südafrikanischer Dartspieler
- Caroll, Donna (1938–2020), argentinische Jazzsängerin und Schauspielerin
- Carolla, Adam (* 1964), US-amerikanischer Filmproduzent, Synchronsprecher, Autor, Moderator, Regisseur, Schauspieler und KomikerAdam Carolla (* 1964)

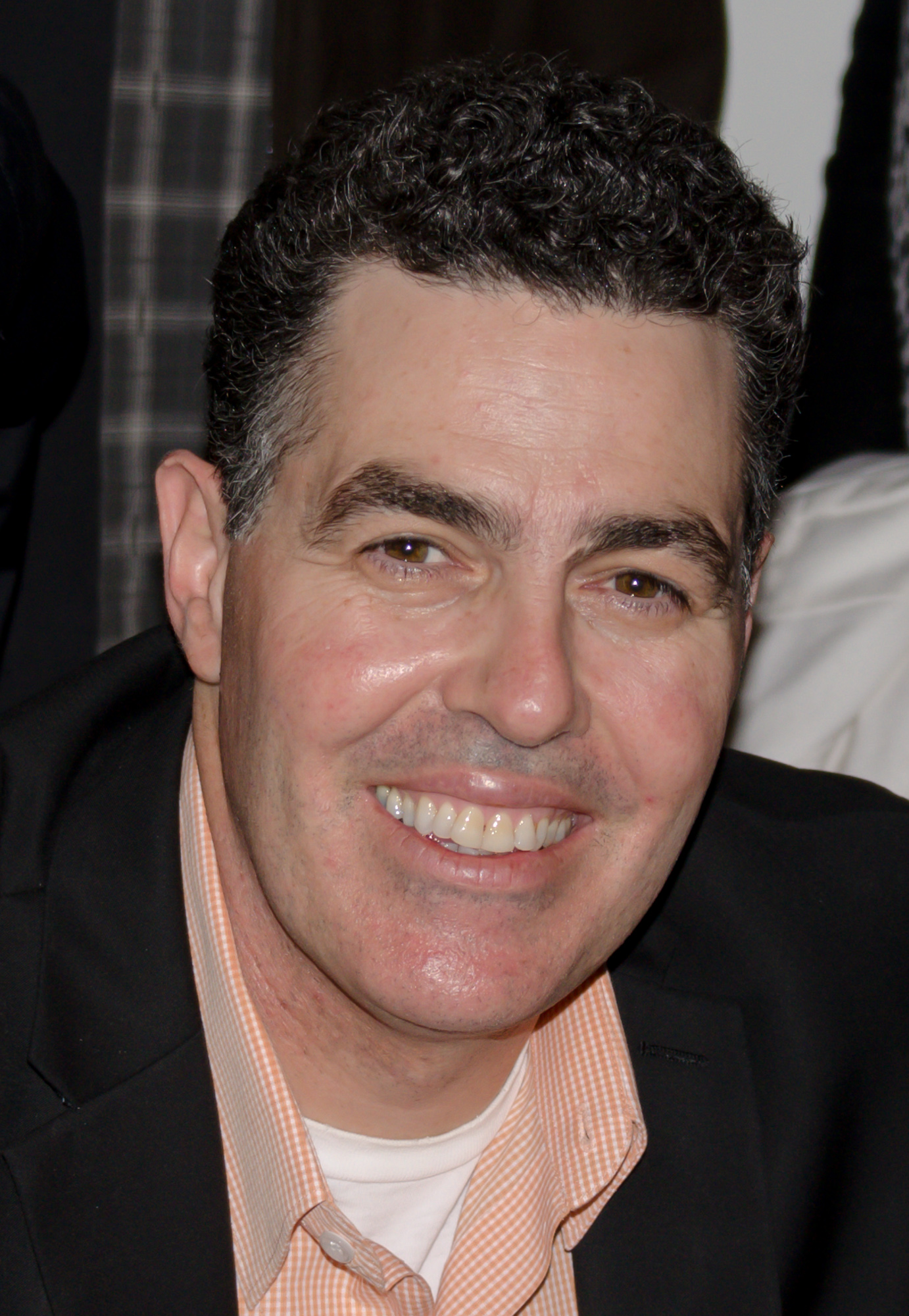
Adam Carolla (* 1964)

- Carollo, Bill (* 1951), US-amerikanischer Schiedsrichter im American Football
- Carollo, Marcella (* 1962), italienische Astrophysikerin
- Carollo, Martino (* 2003), italienischer Skilangläufer
- Carollo, Sante (1924–2004), italienischer Radrennfahrer
- Carolsfeld, Wiebke von (* 1966), deutsche Filmeditorin, Filmregisseurin, Drehbuchautorin und Filmproduzentin
- Carolus, Andreas (1632–1704), deutscher lutherischer Theologe
- Carolus, Andreas David (1658–1707), deutscher lutherischer Theologe
- Carolus, Henri (1811–1867), belgischer Diplomat
- Carolus, Johann (1575–1634), Herausgeber und Buchdrucker in Straßburg
- Carolus, Louis Antoine (1814–1865), belgischer Genremaler und Radierer
- Carolus, Rinik (* 1987), deutscher Fußballspieler
- Carolus-Duran, Émile Auguste (1837–1917), französischer Maler
- Carolus-Duran, Pauline (1839–1912), französische Malerin
- Carolyn, Axelle (* 1979), belgische Schauspielerin, Filmregisseurin, Filmproduzentin, Drehbuchautorin, Visagistin und Autorin

### Caron
- Caron, Adolphe-Philippe (1843–1908), kanadischer Politiker
- Caron, Alain (* 1955), kanadischer Bassist
- Caron, Albert von (1853–1933), deutscher Landwirt und Bodenbakteriologe
- Caron, Amy (* 1984), US-amerikanische Skateboarderin
- Caron, Antoine († 1599), französischer Maler
- Caron, Christine (* 1948), französische Schwimmerin
- Caron, David (1952–2018), amerikanischer Jurist und Professor an der University of California, Berkley
- Caron, Élise (* 1961), französische Sängerin und Schauspielerin
- Caron, Firminus, franko-flämischer Komponist der frühen Renaissance
- Caron, François († 1673), Kaufmann, Leiter der niederländischen Handelsniederlassung Hirado, Gouverneur auf Formosa, Generaldirektor der Niederländischen Ostindien-Kompanie, Generaldirektor der Französischen Ostindien-Kompanie
- Caron, Gérard (1916–1986), kanadischer Organist und Pianist
- Caron, Gilles (1939–1970), französischer Fotograf und Fotojournalist
- Caron, Giuseppe (1904–1998), italienischer Politiker, MdEP
- Caron, Guy (* 1968), kanadischer Politiker
- Caron, Hipólito Boaventura (1862–1892), brasilianischer Maler und Dekorateur
- Caron, Jean-François (* 1957), französischer Politiker (Europe Écologie-Les Verts), Bürgermeister von Loos-en-Gohelle, Chevalier de la Légion d’honneur
- Caron, Jennifer, deutsch-amerikanische Schauspielerin
- Caron, Jordan (* 1990), kanadischer Eishockeyspieler
- Caron, Leslie (* 1931), französische Tänzerin und SchauspielerinLeslie Caron (* 1931)

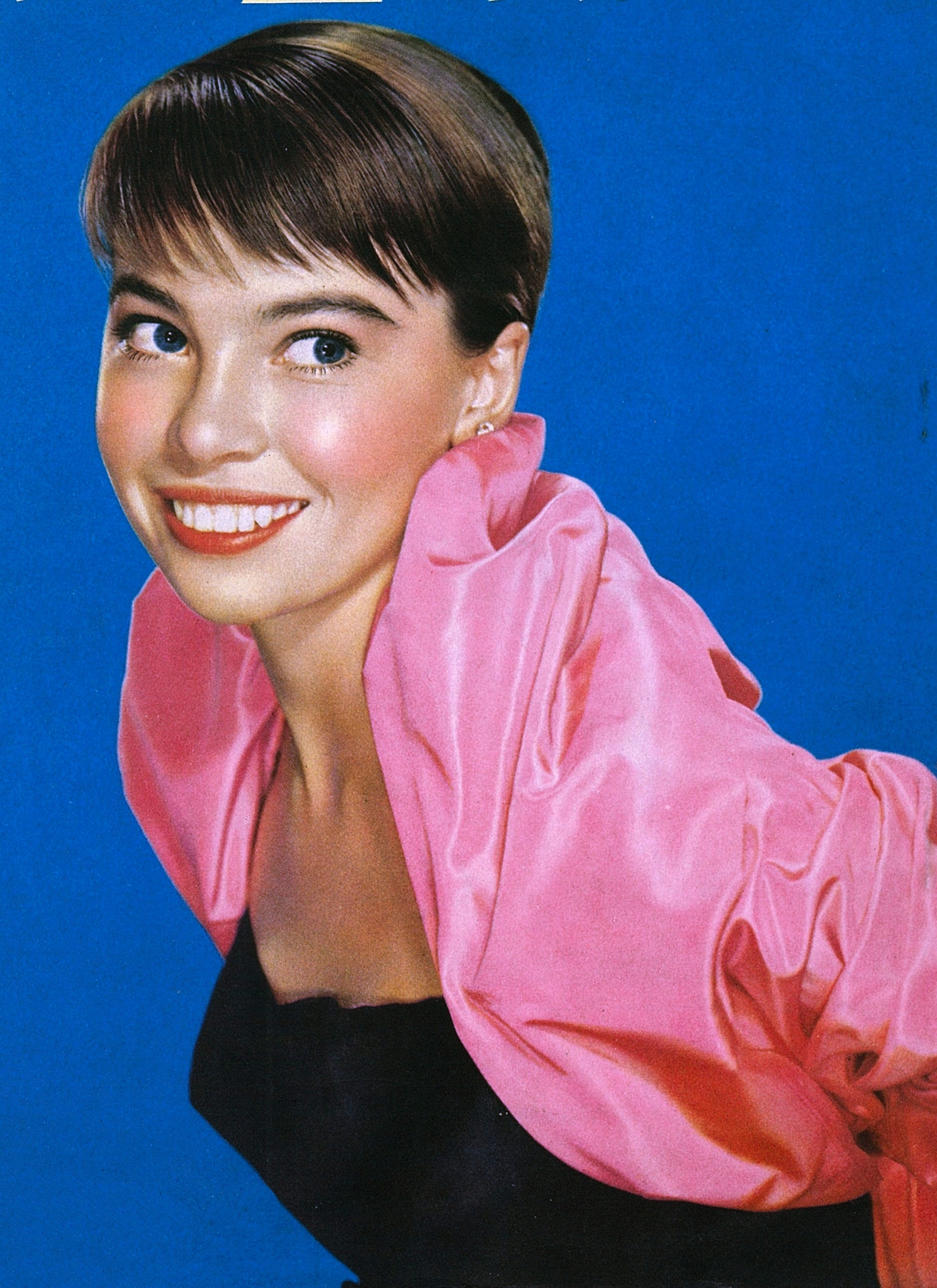
Leslie Caron (* 1931)

- Caron, Maxence (* 1976), französischer Schriftsteller und Philosoph
- Caron, Mike (* 1971), US-amerikanischer Regisseur
- Caron, Pascal (* 1972), kanadischer Bobfahrer
- Caron, Pierre (1901–1971), französischer Drehbuchautor, Filmregisseur und -produzent
- Caron, René-Édouard (1800–1876), kanadischer Politiker, Vizegouverneur von Québec
- Caron, Ron (1929–2012), kanadischer Eishockeytrainer und -funktionär
- Caron, Samuel, kanadischer Filmproduzent
- Caron, Sébastien (* 1980), kanadischer Eishockeytorwart
- Caron, Stéphan (* 1966), französischer Schwimmer
- Caron, Willy (1934–2010), niederländischer Opernsänger (Tenor)
- Caron-Huot, Simon (* 1984), kanadischer Physiker
- Carone, Pierdavide (* 1988), italienischer Popsänger und Songwriter
- Caroni, Andrea (* 1980), Schweizer Rechtsanwalt und Politiker (FDP)Andrea Caroni (* 1980)

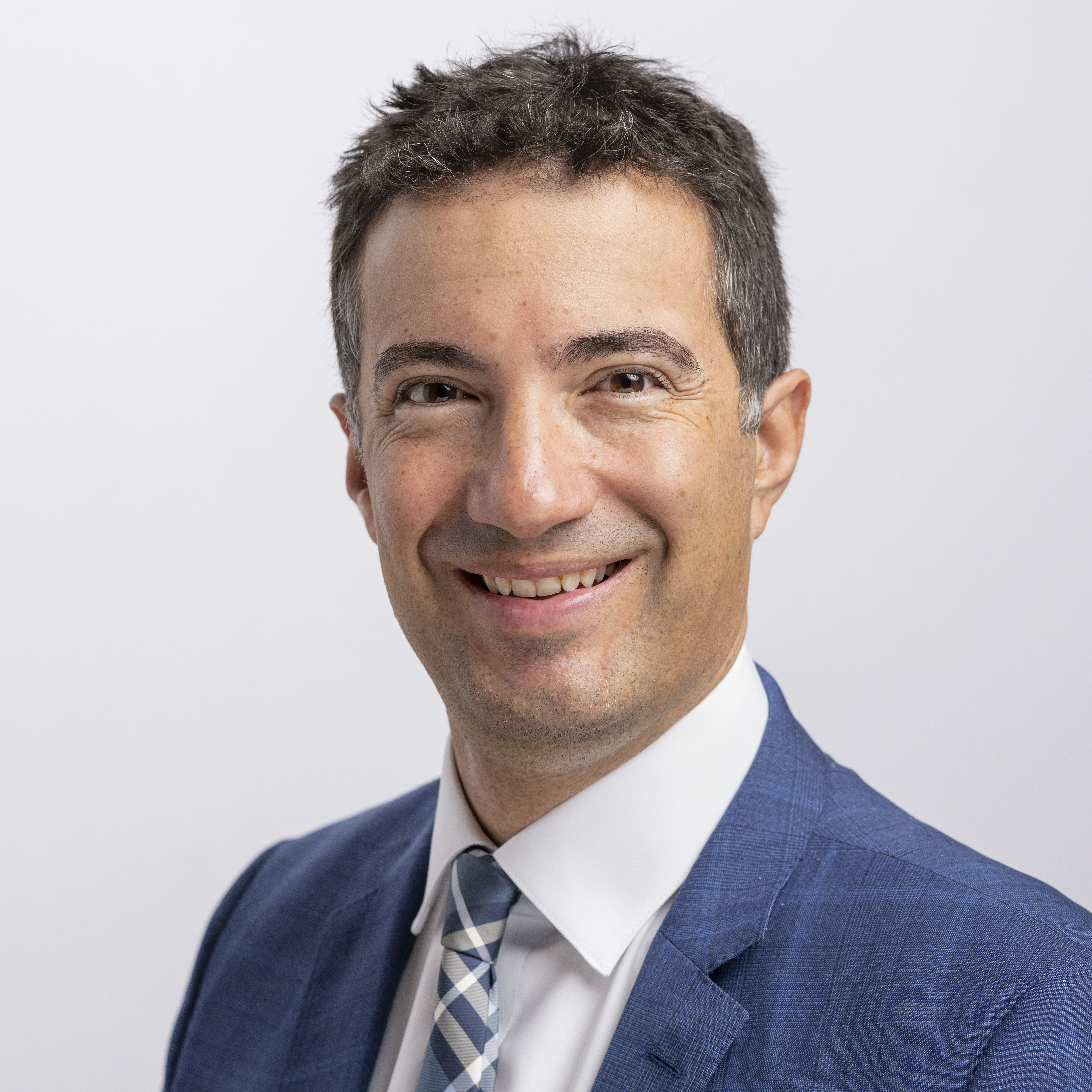
Andrea Caroni (* 1980)

- Caroni, Maria Luisa (* 1943), Schweizer Diplomatin
- Caroni, Martina (* 1969), schweizerische Rechtswissenschaftlerin und Hochschullehrerin
- Caronia, Alfredo, italienischer Astronom und Asteroidenentdecker
- Caronna, Salvatore (* 1964), italienischer Politiker (PD), MdEP

### Caros
- Caroselli, Angelo (1585–1652), italienischer Maler
- Carosi, Angelo (* 1964), italienischer Hindernis- und Langstreckenläufer
- Carosi, Paolo (1938–2010), italienischer Fußballspieler und -trainer
- Carosio, Alessandro (* 1945), Geodät und Hochschullehrer
- Carosio, Margherita (1908–2005), italienische Opernsängerin (Sopran)
- Caroso, Tribun, Doge von Venedig
- Caroso, Fabritio, italienischer Tanzmeister der Renaissance
- Carosone, Renato (1920–2001), italienischer Musiker und Maler
- Carossa, Hans (1878–1956), deutscher Lyriker und SchriftstellerHans Carossa (1878–1956)

Hans Carossa (1878–1956)

- Carossio, Sergio (* 1962), argentinischer Rugbyspieler

### Carot
- Carot, Henri (1850–1919), französischer Glasmaler
- Carotenuto, Mario (1915–1995), italienischer Schauspieler
- Carotenuto, Memmo (1908–1980), italienischer Schauspieler
- Carothers, A. J. (1931–2007), US-amerikanischer Dramatiker und Fernsehautor
- Carothers, Wallace Hume (1896–1937), US-amerikanischer Chemiker, der das Nylon erfand
- Carotini, Ivo Kesselring (* 1942), brasilianischer Wasserballspieler
- Caroto, Giovanni Francesco († 1555), italienischer Maler
- Carotta, Francesco (* 1946), italienischer Althistoriker und Religionshistoriker

### Carou
- Carou, Gonzalo (* 1979), argentinischer Handballspieler
- Carou, Ignacio (* 1999), argentinisch-uruguayischer Tennisspieler
- Caroubel, Nicolas-Francisque (* 1594), französischer Violinist
- Caroubel, Pierre-Francisque (1556–1611), französischer Violinist und Komponist
- Carouge, Christa de (1936–2018), Schweizer Modedesignerin

### Carov
- Carove, Andrea Simone (1652–1718), Architekt und Baumeister des Barock
- Carove, Florian (* 1975), österreichischer Schauspieler
- Carové, Friedrich Wilhelm (1789–1852), deutscher Jurist, Germanist und Philosoph

### Carow
- Carow, Berit (* 1981), deutsche Ruderin
- Carow, Bill (* 1958), US-amerikanischer Biathlet
- Carow, Erich (1893–1956), Clown
- Carow, Evelyn (* 1931), deutsche Filmeditorin
- Carow, Heiner (1929–1997), deutscher Regisseur und Vizepräsident der Akademie der Künste der DDR
- Carow, Jochen (* 1944), deutscher Fußballspieler
- Carow, Johannes (* 1996), deutscher Schachspieler
- Carow, Leonard (* 1994), deutscher SchauspielerLeonard Carow (* 1994)

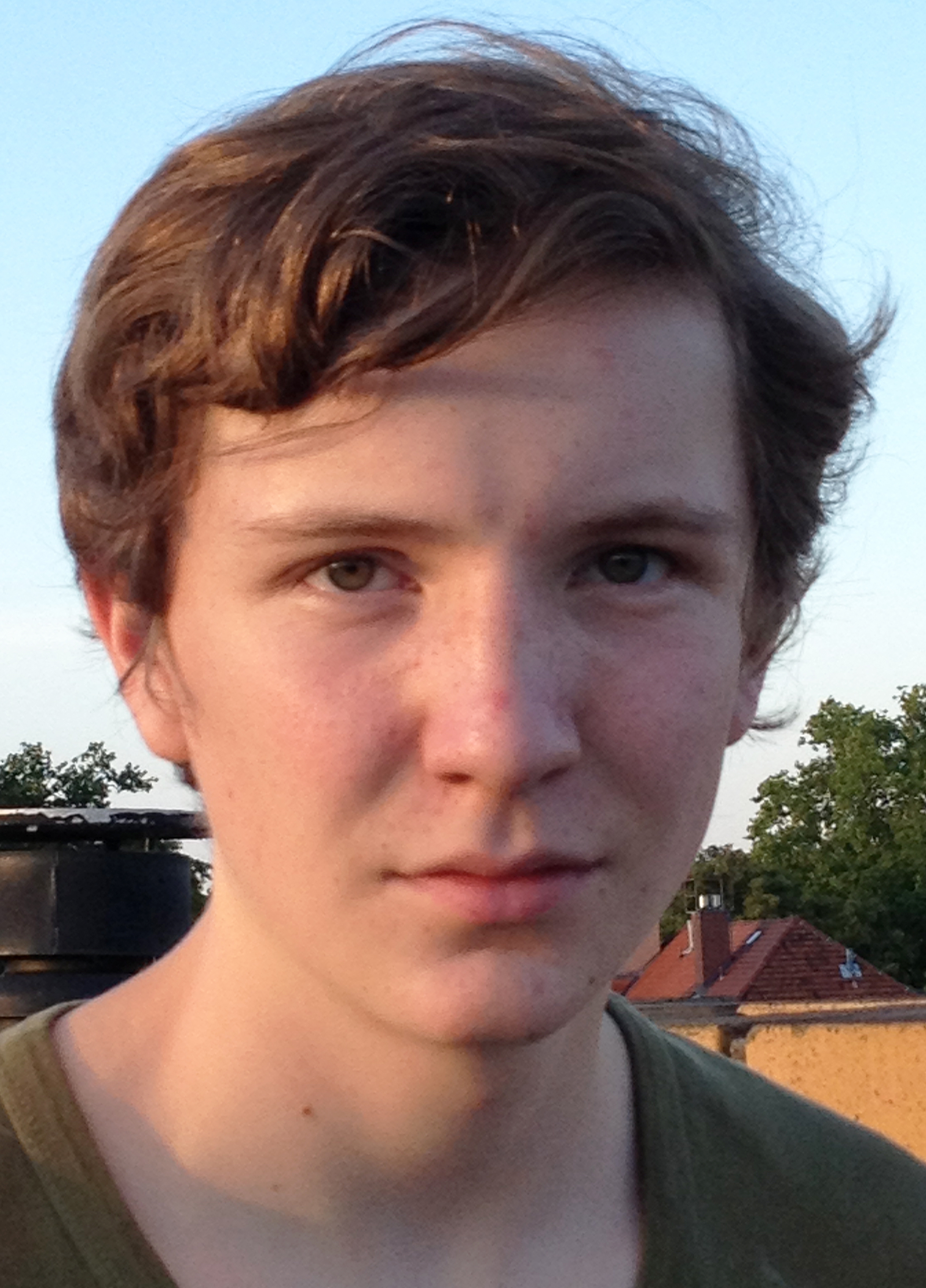
Leonard Carow (* 1994)

### Caroz
- Carozza, Paolo (* 1963), US-amerikanischer Politikwissenschaftler
- Carozzo, Stefano (* 1979), italienischer Degenfechter